# Miquel Desclot
Miquel Creus i Muñoz, conocido literariamente con el seudónimo de Miquel Desclot (barrio del Clot de Barcelona, 20 de marzo de 1952), es un poeta, narrador, dramaturgo y traductor español en lengua catalana.

## Trayectoria
En 2002 obtuvo el Premio Nacional de literatura infantil y juvenil por Més música, Mestre!. Otra obra suya, Bestiolari de la Clara, de 1994, ha sido seleccionada por la Fundación Germán Sánchez Ruipérez como una de las cien mejores obras del siglo XX española. 
Como traductor ha recibido el premio Josep M. de Sagarra de traducción teatral (1985) por su versión de Les mamelles de Tirèsies, de Guillaume Apollinaire; y el premio de la Generalitat a la mejor traducción en verso (1988) por Llibres profètics de Lambeth, de William Blake. Ha versionado también a autoras japonesas. 
Dentro de la diversidad de estilos de la moderna literatura catalana, Desclot ofrece uno de los más variados y formales; en este sentido, no por escribir para niñas busca el autor un vocabulario menos rico.

## Nota sobre el seudónimo
En catalán antiguo, y en algún dialecto hoy poco hablado fuera de las islas Baleares, se utilizaba como determinante "es, sa". Desclot, por tanto, significa "del Clot" (del barrio de El Clot).